# Brochiraja spinifera
Brochiraja spinifera är en rockeart som först beskrevs av Jack Garrick och Paul 1974.  Brochiraja spinifera ingår i släktet Brochiraja och familjen egentliga rockor. IUCN kategoriserar arten globalt som otillräckligt studerad. Inga underarter finns listade.